# Niżnije Siergi
Niżnije Siergi – miasto w Rosji, w obwodzie swierdłowskim. W 2010 roku liczyło 10 336 mieszkańców.